# Testerton
Testerton är en by i civil parish Pudding Norton, i distriktet North Norfolk, i grevskapet Norfolk i England. Byn är belägen 3 km från Fakenham. Testerton var en civil parish fram till 1935 när blev den en del av Pudding Norton. Civil parish hade 53 invånare år 1931. Byn nämndes i Domedagsboken (Domesday Book) år 1086, och kallades då Estretona.